# Isophytol
Isophytol ist eine chemische Verbindung aus der Gruppe der Terpenoidalkohole.

## Vorkommen
Isophytol kommt natürlich in manchen Pflanzen (mindestens 15), wie Jasmin (Jasminum officinale) und Algen (2 Arten, wie Laurencia pinnatifida) vor. Für die Entstehung als Zersetzungsprodukt von Chlorophyll, wie einige Quellen angeben, gibt es keinen direkten Nachweis.

## Gewinnung und Darstellung
Isophytol kann durch Übergangsmetallkatalysierte Addition von Malonsäurediethylester zu Myrcen und anschließende Säuerung gebildet werden.
Die gesamte chemische Synthese von Isophytol kann von der Zugabe von Acetylen zu Aceton ausgehen, was zu 2-Methyl-3-butin-2-ol führt. Dies wird in Gegenwart eines Palladiumkatalysators zu 2-Methylbut-3-en-2-ol umgesetzt, das wiederum entweder mit Diketen oder Essigsäureester zum Acetoacetat und letzteres thermisch mit 6-Methyl-5-hepten-2-on umgesetzt wird. Alternativ kann 2-Methylbut-3-en-2-ol mit 2-Methoxypropen zu 6-Methyl-5-hepten-2-on umgesetzt werden. In einem dritten synthetischen Weg kann Isoprenhydrochlorid mit Aceton in Gegenwart eines alkalischen Kondensationsmittels oder in Gegenwart einer organischen Base als Katalysator zu 6-Methyl-5-hepten-2-on umgesetzt werden. 6-Methyl-5-hepten-2-on wird dann mit Acetylen zu Dehydrolinalool umgesetzt, woraufhin 2-Methoxypropen zugesetzt wird, um Pseudojonon herzustellen. Die drei Doppelbindungen werden zu 6,10-Dimethyl-2-undecanon hydratisiert, das mit Acetylen zu 3,7,11-Trimethyl-1-dodecin-3-ol umgesetzt wird. 2-Methoxypropen wird zugesetzt um 6,10-14-Trimethyl-4,5-pentadecadien-2-on zu bilden, das zu Hexahydrofarnesylaceton hydratisiert wird. Dieses wird erneut mit Acetylen zu 3,7,11,15-Tetramethyl-1-hexadecin-3-ol (Dehydroisophytol) umgesetzt. das schließlich zu Isophytol hydratisiert wird.
Racemische Isomerengemische können aus Linalool und Citral hergestellt werden.
Ebenfalls möglich ist die Synthese aus Pseudojonon und Propargylalkohol.

## Eigenschaften
Isophytol ist eine farblose ölige Flüssigkeit, die praktisch unlöslich in Wasser ist.

## Verwendung
Isophytol wird hauptsächlich als Zwischenprodukt bei der Synthese der Vitamine E und K, daneben als Zwischenprodukt zur Herstellung von Phytol, als Verdünnungsmittel in hochpreisigen Duftstoffen, sowie als Aromastoff verwendet.